# Осинский, Станислав Александрович
Станислав Александрович Осинский (род. 23 апреля 1984, Караганда) — казахстанский пловец, специализировавшийся в плавании на спине. Бронзовый призёр Азиатских игр. Участник Олимпийских игр 2004 и 2008 годов.

## Биография
Станислав Осинский родился 23 апреля 1984 года в Караганде.

## Карьера
Станислав Осинский принял участие на первых для себя Олимпийских играх в 2004 году в Афинах. Он выступил на дистанции 100 метров на спине и в первом раунде занял 41-е место с временем 59,92 с, не сумев квалифицироваться в следующий этап соревнований.
В 2006 году Осинский выступил на китайском этапе Кубка мира по плаванию на короткой воде. На 50 м и 100 м на спине в предварительном раунде он занял 23-е и 22-е места, соответственно, а также стал 33-м в комплексе на 100 метров. В комбинированной эстафете 4 по 100 метров, где принял участие Станислав, Казахстан занял седьмое место.
На Азиатских играх 2006 года в Катаре Осинский занял пятое место на дистанции 100 метров на спине (57,43 с), а также стал восьмым на дистанции вдвое короче, проплыв её за 26,80 с. В комбинированной эстафете казахстанские пловцы стали четвёртыми.
На чемпионате мира 2007 года в Мельбурне Осинский не сумел продвинуться дальше первого раунда как в индивидуальных соревнованиях, так и в эстафете.
В 2008 году Осинский участвовал на вторых для себя Олимпийских играх, которые прошли в Пекине. Проплыв 100 метров за 57,42 с, казахстанский пловец вновь не сумел выйти в полуфинал, став 42-м.
На чемпионате мира 2009 года в Риме Осинский стал 51-м в плавании на 100 м на спине и 48-м на дистанции вдвое длинее. Он также принял участие на 50 м, и стал лишь шестидесятым. В комбинированной эстафете казахи стали 23-ми.
На Азиатских играх 2010 года в Гуанчжоу Осинский завоевал бронзовую медаль в комбинированной эстафете. Казахстан в финале проплыл за 3 минуты 40,55 секунды. Также Станислав стал седьмым на 100 м, шестым на 50 м и двенадцатым на 200 м.
На Азиатских играх 2014 года в Южной Корее Осинский не сумел повторить медальный успех. Он не плыл в эстафетах, стал восьмым на 200 м на спине, 12-м на 50 м и 10-м на 100 м.